# Jiangmen

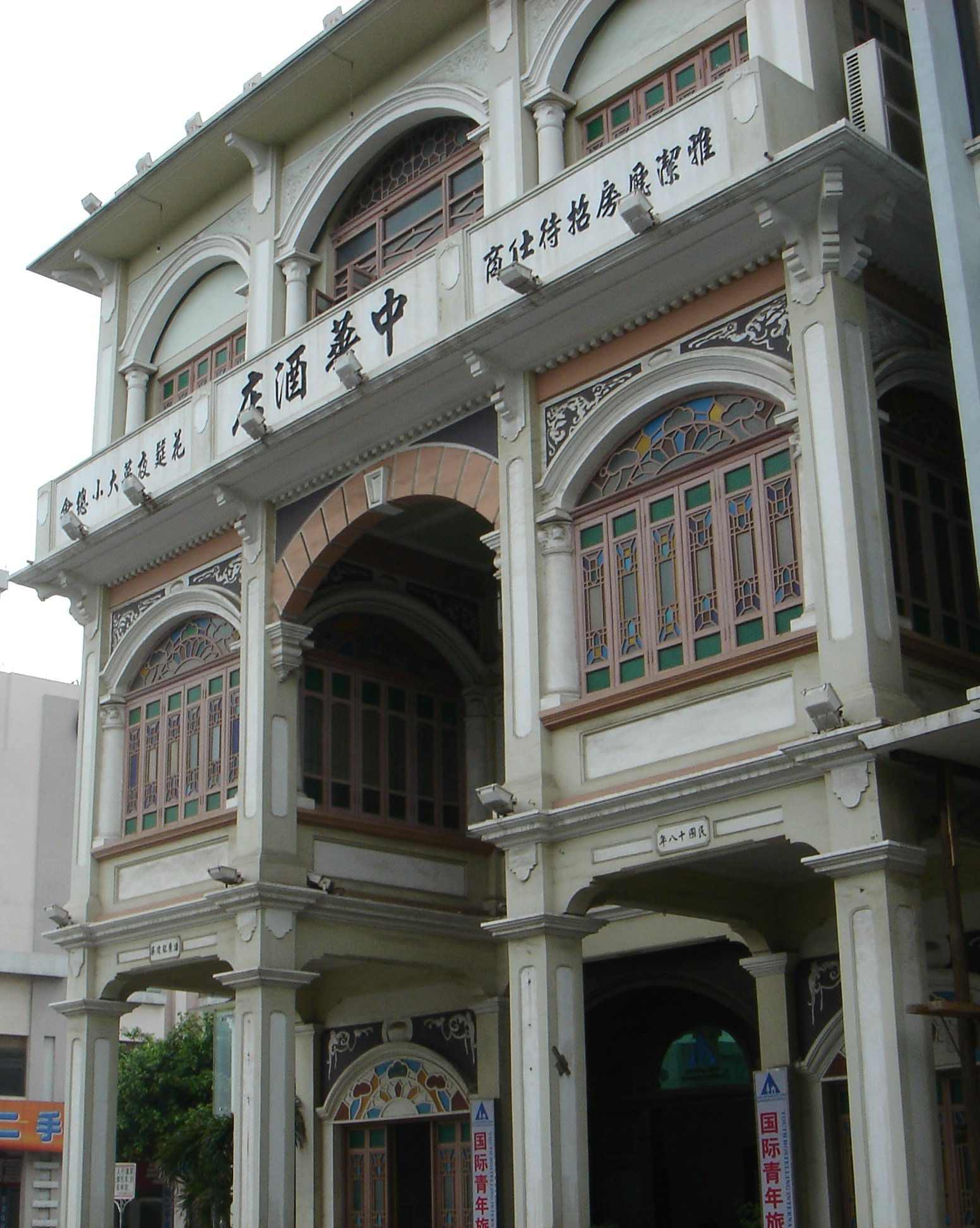
Maison ancienne à Jiangmen

Jiangmen (江門 ; pinyin : Jiāngmén, autrefois Kong-Moon) est une ville de la province du Guangdong en Chine. Sa population était de 4 448 871 habitants en 2010. Elle fait partie de la mégalopole chinoise du delta de la Rivière des Perles.

## Géographie
La ville est située sur le cours inférieur de la rivière Xijiang, ou de l'Ouest, dans l'ouest de la Pearl River Delta au milieu de la province méridionale du Guangdong, face à la mer de Chine méridionale, au sud, à environ 100 km de Guangzhou et Zhuhai par autoroute.
La ville de Jiangmen a une superficie de 9,260 km2, soit environ un quart de la taille de la "région" du Delta de la rivière des Perles.
Le climat est subtropical, avec des influences de mousson, avec une température moyenne annuelle de 21,8 °C.

## Histoire
Dès le Yuan et Ming (1368-1388 AD), le marché où ils forment des ensembles. Début du XVIIe siècle, Jiangmen était le commerce a prospéré, devenant un centre commercial de la rivière des Perles, la rivière Xijiang dans le voisinage de la plupart des produits distribués ici. En 1904, Jiangmen a été ouverte port externe, situé à Jiangmen Street North douanes, Guangdong est l'un des centre commercial. L'industrie de la culture occidentale moderne et sera également introduit et développé. En 1925, Jiangmen que les villes de province. Formé en 1931, la ville révoqué, revenir Xinhui County juridiction. Le port de Jiangmen, au nom romanisé de Kong-Moon, a été contraint de s'ouvrir au commerce occidental, en 1902. Un héritage de cette période est un district de front de mer bordé de bâtiments dans le style colonial, pour lesquels La ville a un projet de rénovation en cours.
Jiangmen, décrétée ville en 1951, devient ensuite la capitale administrative de la préfecture de la région de Wu Yi, qui comprend Taishan, Kaiping, Xinhui, Enping et Heshan.
L'expression Five Counties (五邑), désigne "les cinq comtés" de la ville de Jiangmen (江门 市) : Enping (恩平), Kaiping (开平), Xinhui (新 会), Taishan (台山) et Heshan (鹤山). Parfois, quatre des comtés sont appelés "Four Counties» (四 邑, Sze Yap), à l'exception de Heshan géré par Jiangmen depuis 1983.

## Économie
En 2005, le PIB total a été de 41,1 milliards de yuans, et le PIB par habitant de 26 908 yuans.
Jiangmen a été sélectionnée par l'État chinois en tant que ville pilote pour un programme d'information à l'échelle nationale. Elle a également été choisie par le Conseil de coopération économique du Pacifique (PECC) comme une ville de première instance pour l'intégration régionale pour le développement économique durable (RISE). Selon le «Rapport sur l'investissement pour l'environnement en Chine 2003» de la Banque mondiale, Jiangmen est classée quatrième après Shanghai, Hangzhou et Dalian sur 23 villes alors en cours d'évaluation en Chine. Parmi les différents indicateurs, Jiangmen excelle dans les infrastructures, la redondance du travail, la proportion d'entreprises conjointes dans toutes les entreprises, les paiements informels au gouvernement, la fiscalité, la productivité et le taux d'investissement.
Les stratégies de développement économique dans la zone s'orientent sur les trois districts urbains, et les trois axes sud, centre et nord. Quatre grandes zones économiques devraient se développer : le quartier central urbain de la ville, la zone économique du lac Yinzhou (银 州 湖), et deux zones économiques le long d'autres axes de transport.

### Industries manufacturières
Comme d'autres villes de l'ouest du PRD, le secteur manufacturier joue un rôle important : fabrication de motocycles, électroménager, électronique, papier, transformation des aliments, fibres synthétiques, vêtements, produits en acier inoxydable. Parmi les noms de marque de diffusion mondiale : les motocyclettes Haojue, les ventilateurs et machines à laver Jingling, le papier hygiénique Vinda, les aliments des groupes ABB et Lee Kum Kee.

### Services

#### Port
Le port de Jiangmen Port est deuxième plus grand port fluvial de la province. Le gouvernement local cherche à développer une zone portuaire industrielle avec des industries lourdes, comme des usines pétrochimiques et de production de machines, et une économie basée sur l'océan.

#### Recherche
La situation de la ville à équidistance de deux centrales nucléaires, situées à 53 kilomètres, conduit les autorités au lancement en 2014 de la réalisation de l'observatoire souterrain de neutrinos de Jiangmen,.

## Subdivisions administratives
| Carte                | #                  | Nom    | Hanzi        | Hanyu Pinyin | Population (est. 2003) | Superficie (km²) | Densité (/km²) |
| -------------------- | ------------------ | ------ | ------------ | ------------ | ---------------------- | ---------------- | -------------- |
|                      |                    |        |              |              |                        |                  |                |
| Ville au sens propre |                    |        |              |              |                        |                  |                |
| 1                    | Jianghai District  | 江海区 | Jiānghǎi Qū  | 150,000      | 107                    | 1,402            |                |
| 2                    | Pengjiang District | 蓬江区 | Péngjiāng Qū | 440,000      | 325                    | 1,354            |                |
| 3                    | Xinhui District    | 新会区 | Xīnhuì Qū    | 740,000      | 1,260                  | 587              |                |
| Ville satellite      |                    |        |              |              |                        |                  |                |
| 4                    | Enping             | 恩平市 | Ēnpíng Shì   | 470,000      | 1,698                  | 277              |                |
| 5                    | Taishan            | 台山市 | Táishān Shì  | 990,000      | 3,286                  | 301              |                |
| 6                    | Kaiping            | 开平市 | Kāipíng Shì  | 680,000      | 1,659                  | 410              |                |
| 7                    | Heshan             | 鹤山市 | Hèshān Shì   | 360,000      | 1,108                  | 325              |                |

## Transports
Jiangmen dispose, au moins depuis la fin des années 1990, d'un réseau efficace de routes interurbaines, qui la relaient à Guangzhou, Foshan, Zhuhai, Zhongshan, Yangjiang etc.
C'est aussi un point de passage pour la route principale entre Guangzhou et toute la région sud-ouest du Guangtong, mais aussi la province de Guangxi.
Le trafic ferroviaire reste relativement faible, provisoirement, mais le Guangzhou-Zhuhai Intercity Mass Rapid Transit et le Guangzhou-Zhuhai Railway (via Jiangmen) devraient être opérationnels fin 2011.
Les installations portuaires permettent à Chu Kong Passenger Transport (CKS) de relier Jiangmen et Hong Kong (95 milles nautiques), par un service régulier de ferries à grande vitesse, en environ 150 minutes.

## Éducation
La Wuyi Université est la principale université de Jiangmen.
La Jiangmen No.1 Middle School est une des meilleures du district, et même l'une des meilleures de la province dans les années 1980-1990.
D'autres écoles veulent la surpasser : Xinhui Middle School N°1 (à Xinhui), Kaiqiao (Kaiping Emigrant) Middle School (à Kiaping)...

## Culture
Jiangmen est la patrie de 3,68 millions de Chinois d'outre-mer, qui vivent dans 107 pays et régions à travers le monde, et entretiennent les relations avec villes et villages.

## Tourisme
Une quantité importante du patrimoine historique a survécu à la période de l'émigration de masse avant la Seconde Guerre mondiale.
Les plus importantes sont les tours fortifiées de plusieurs étages, principalement à Kaiping, connues comme "Gold Mountain Towers» ou diaolou (碉楼).
Nombre de stations thermales Hotspring se sont développées, dont le Gudou Hotspring Resort (古 兜 温泉).
Le gouvernement local vide le développement du tourisme et la protection de l'environnement.

## Liens externes

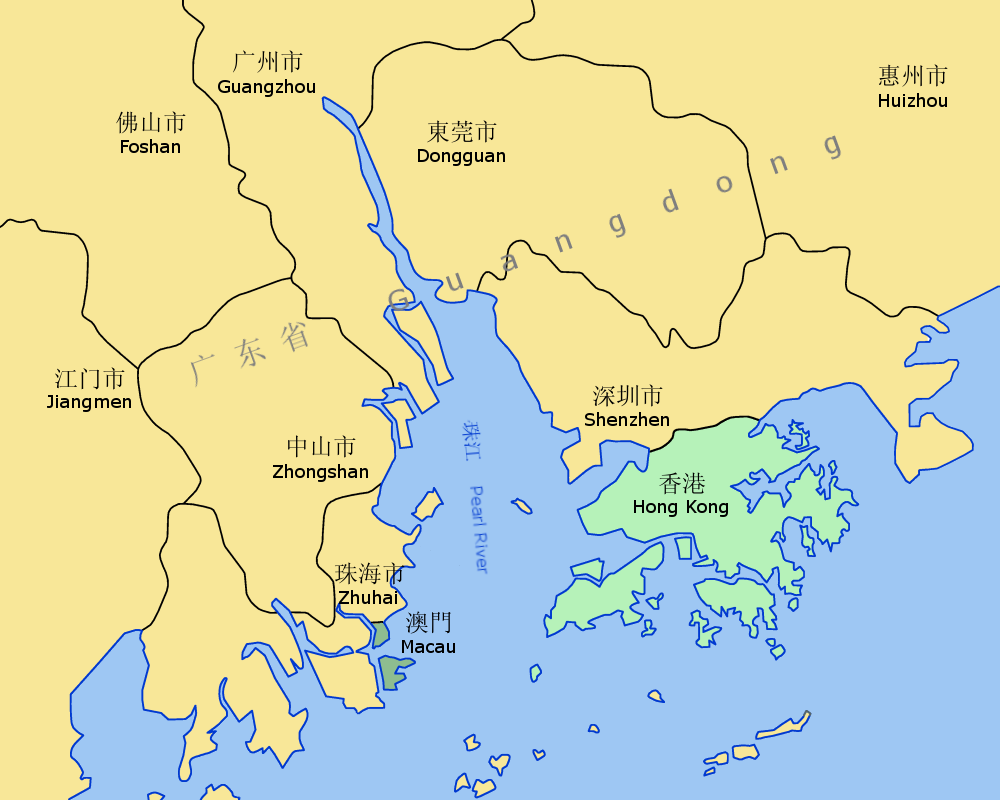
La zone du delta de la Rivière des Perles incluant la préfecture de Jiangmen

## Jumelages
- Riverside (États-Unis)
- Kota Kinabalu (Malaisie)

## Cultes
- Diocèse de Jiangmen

### Référence de traduction
- (en) Cet article est partiellement ou en totalité issu de l’article de Wikipédia en anglais intitulé « Jiangmen » (voir la liste des auteurs).